# Antizyklonale Rotation
Eine antizyklonale Rotation ist in der Meteorologie als der Rotationssinn definiert, der sich aufgrund der Corioliskraft um ein Gebiet hohen Luftdrucks (Hochdruckgebiet) herum einstellt. Die Luft zirkuliert bzw. dreht sich auf der Nordhalbkugel im Uhrzeigersinn (rechtsherum) und auf der Südhalbkugel gegen den Uhrzeigersinn (linksherum).
Bei jeweils umgekehrtem Rotationssinn spricht man von zyklonaler Rotation.